# Bacalar
Bacalar je správním sídlem a největším městem v oblasti Bacalar v mexickém státě Quintana Roo, asi 40 km severně od Chetumalu. Žije zde přibližně 13 tisíc obyvatel. Bacalar je také název laguny na východní straně města.

## Historie
Název Bacalar pravděpodobně pochází z mayských jazyků a znamená „obklopen rákosím“. Název lokality je doložen z doby příjezdu Španělů v 16. století.
Bacalar byl v předkolumbovské době městem mayské civilizace. Bylo to první město v regionu, které se španělským konquistadorům podařilo v roce 1543 dobýt a udržet. V roce 1545 zde Gaspar Pacheco s pomocí Juana de la Cámara založil španělské město s názvem Salamanca de Bacalar. Oblast jižní poloviny dnešní Quintana Roo byla spravována z Bacalaru generálním kapitánem Yucatánu v Méridě.
Poté, co bylo město v 17. století vypleněno piráty, byla v roce 1729 dokončena pevnost de San Felipe Bacalar, kterou je možno navštívit. V roce 1848 měl Bacalar asi 5000 obyvatel. V roce 1848 během kastovní války v Yucatánu město dobyli přívrženci mayského náboženského hnutí Chan Santa Cruz, nazývaní Cruzoob. Město bylo znovu dobyto Mexičany až v roce 1902.
Bacalar byl v roce 2006[zdroj?] zařazen mezi Pueblos Mágicos – „Kouzelná města“.

## Galerie

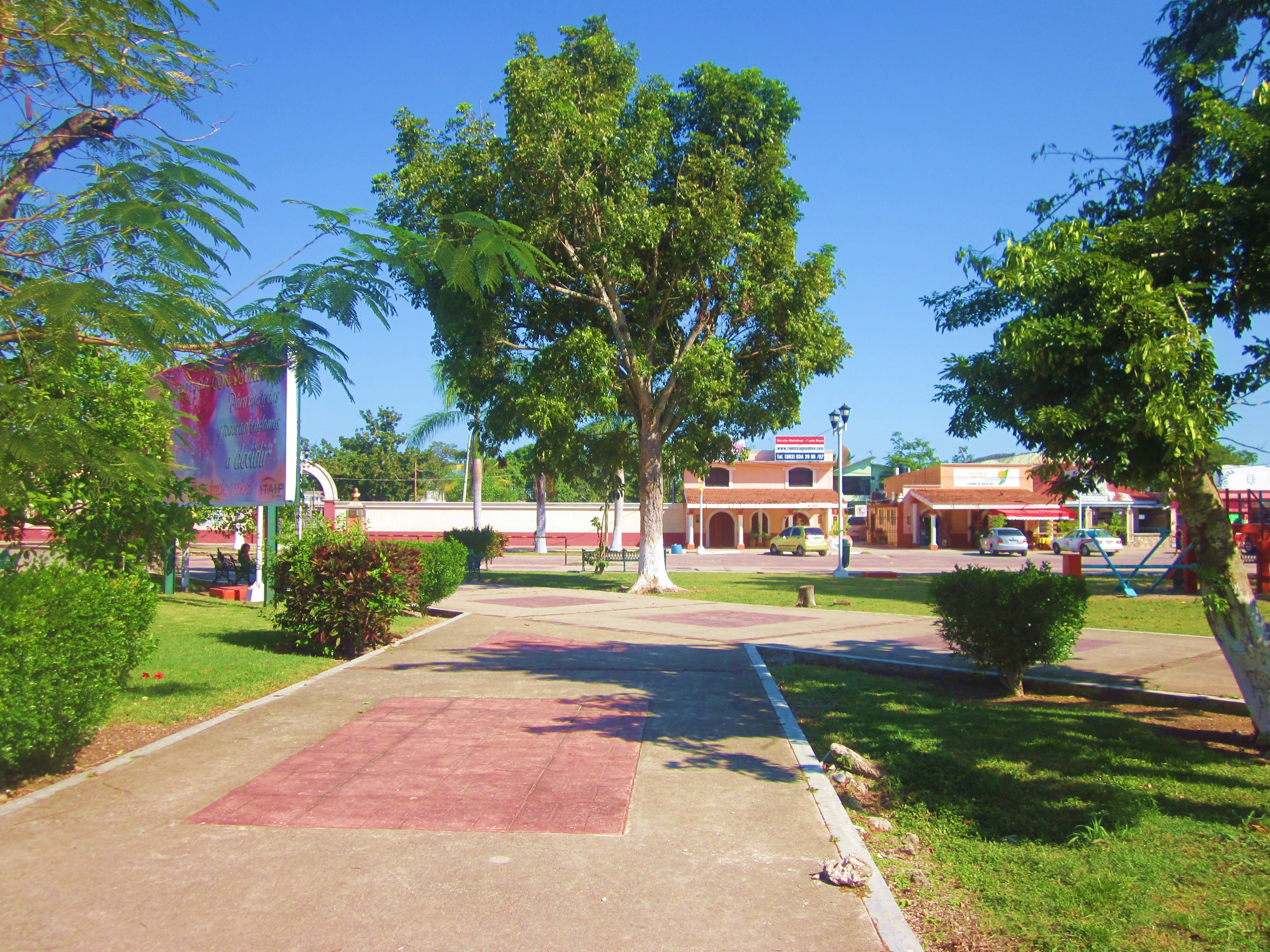
Bacalar
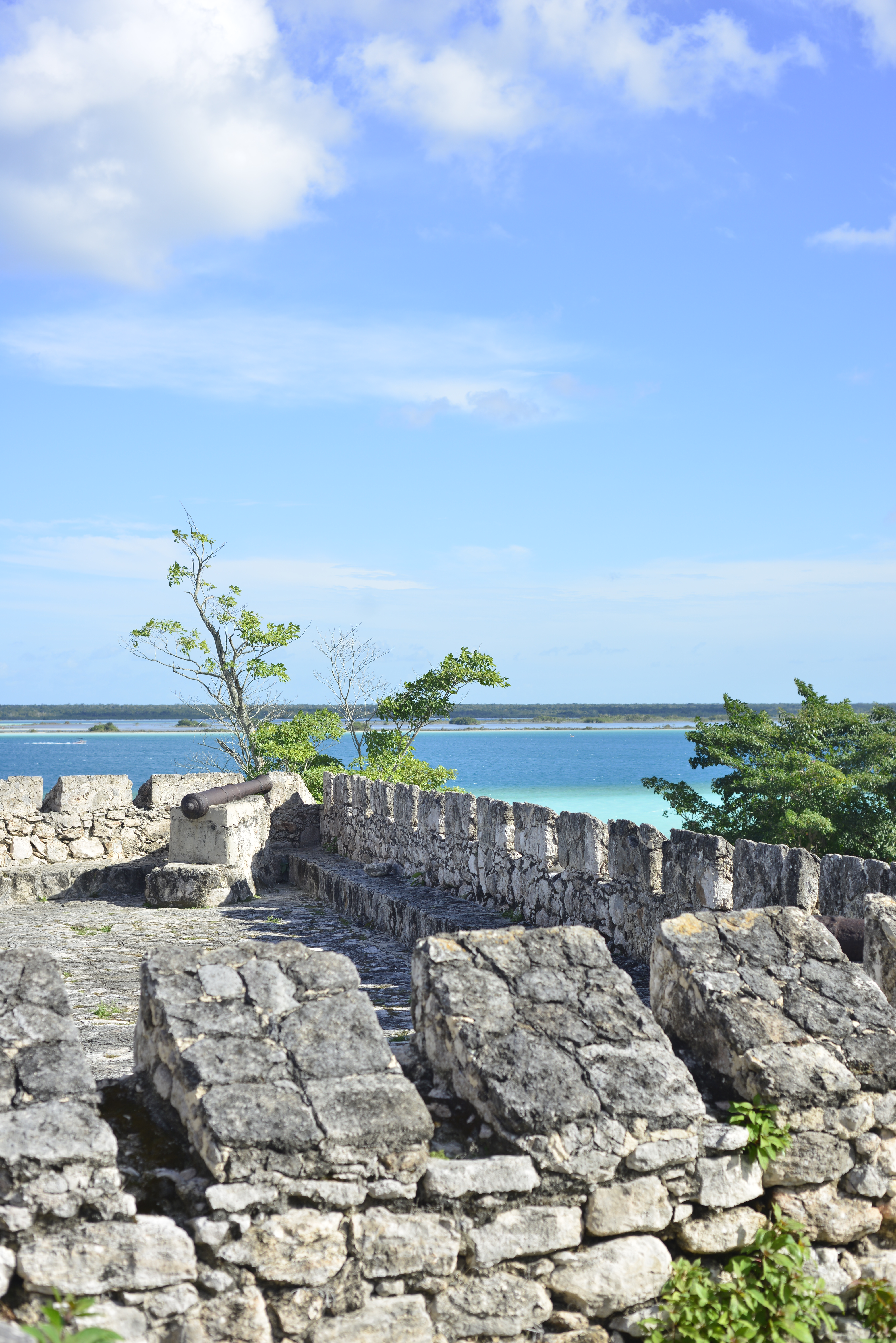
Pevnost v Bacalaru
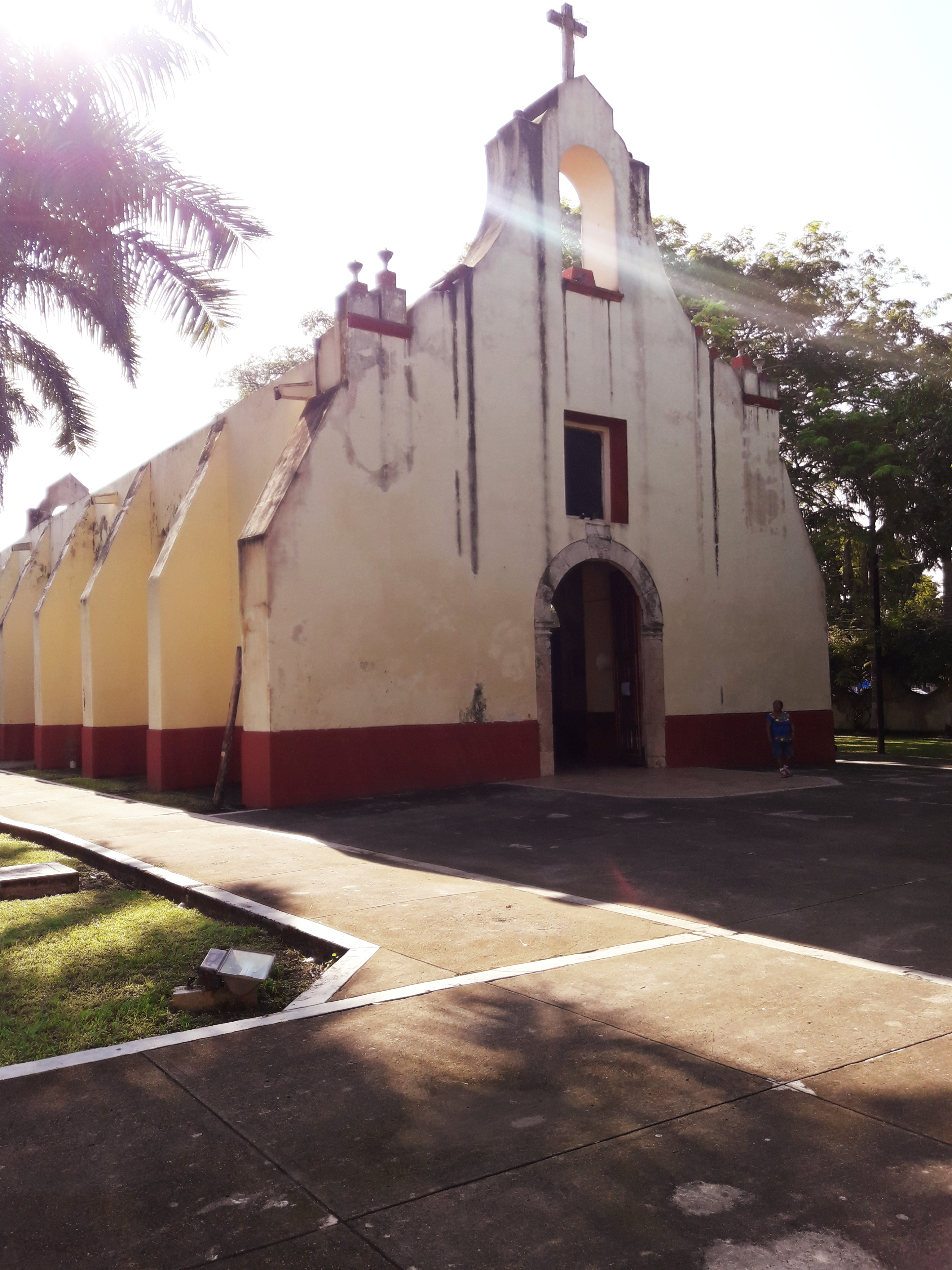
Katolický kostel v Bacalaru